# Ouratea coccinea
Ouratea coccinea är en tvåhjärtbladig växtart som beskrevs av Carl Friedrich Philipp von Martius och Adolf Engler. Ouratea coccinea ingår i släktet Ouratea och familjen Ochnaceae. Inga underarter finns listade i Catalogue of Life.